# Arbeitskreis Deutscher Markt- und Sozialforschungsinstitute
Der ADM Arbeitskreis Deutscher Markt- und Sozialforschungsinstitute e. V. vertritt als Wirtschaftsverband die Interessen der privatwirtschaftlichen Markt- und Sozialforschungsinstitute in Deutschland.

## Geschichte
Der ADM wurde am 20. Juni 1955 in Würzburg als Arbeitskreis für betriebswirtschaftliche Markt- und Absatzforschung e. V. mit Sitz in Bonn gegründet und am 26. Juni 1956 in das Vereinsregister eingetragen. Die Geschichte des ADM reicht jedoch zurück bis in das Jahr 1949. Am 29. April 1949 konstituierte sich in der Hochschule für Wirtschafts- und Sozialwissenschaften Nürnberg der Arbeitskreis für betriebswirtschaftliche Markt- und Absatzforschung. Federführend dabei waren Georg Bergler, Erich Schäfer, Jens H. Schmidt und Julius E. Schwenzner. Im Jahr 1960 gab sich der Verein den Namen Arbeitskreis Deutscher Marktforschungsinstitute e. V. und am 27. April 1989 schließlich durch einen Beschluss der Mitgliederversammlung den auch heute noch gebräuchlichen Namen ADM Arbeitskreis Deutscher Markt- und Sozialforschungsinstitute e. V. Im Dezember 2021 gehörten dem ADM 72 Institute an, die rund 80 Prozent des deutschen Branchenumsatzes erzielen.

## Aufbau, Aufgaben und Vereinszweck
Die Mitglieder verstehen sich als Angehörige eines beratenden Dienstleistungsberufs. Ihre Arbeitsweise entspricht der von Wissenschaft und Forschung. Hieraus leiten sich die ethischen Standards und ihre Berufsauffassung ab. Die Institute betreiben ausschließlich Forschung und genießen deshalb auch das im Grundgesetz für die Bundesrepublik Deutschland verbriefte Recht auf Freiheit der Forschung.
Zu seinen hauptsächlichen Aufgaben gehören die politische Interessenvertretung, die Bekämpfung unlauteren Wettbewerbs und die Selbstregulierung der Markt- und Sozialforschung durch die Entwicklung und Durchsetzung von Berufsgrundsätzen, Standesregeln und Qualitätsstandards.
Der ADM ist ein eingetragener Verein und hat keinen Erwerbscharakter. Er ist eine berufsständische Organisation und kein Arbeitgeberverband im sozialpolitischen Sinn. Der ADM hat sich die Aufgabe gesetzt, die Anonymität der Befragten zu schützen, Standards in der Zusammenarbeit mit den Auftraggebern von Marktforschung zu setzen, Geschäftsbedingungen auszuarbeiten, die Verbindung zu den sozialwissenschaftlichen Instituten der Universitäten zu halten und beim Finden und der Realisierung von Rechtsnormen für die Markt- und Sozialforschung (z. B. im Bereich des Datenschutzes) mitzuwirken.

### Vorstand
Mitglieder sind Marktforschungsunternehmen, die durch jeweils einen Inhaber bzw. geschäftsführenden Gesellschafter oder ein Mitglied der Geschäftsführung bzw. des Vorstands vertreten werden. Die Mitgliederversammlung wählt alle 3 Jahre einen Vorstand, der aus dem Vorsitzenden und zwei Stellvertretern besteht.
Der aktuelle Vorstand setzt sich zusammen aus
- Bernd Wachter (Vorsitzender)
- Sebastian Götte (Stellvertreter)
- Dr. Roland Abold (Stellvertreter)

Die Vorsitzenden des ADM von seiner Gründung im Jahr 1955 bis zur Gegenwart waren Georg Bergler (1955–1956), Julius E. Schwenzner (1956–1965), Wolfgang Ernst (1965–1968), Emil Bruckert (1968–1974), Hans-Jürgen Ohde (1974–1977), Werner Ott (1977–1987), Hartwig Schröder (1987–1993), Klaus Haupt (1993–1999), Rudolf Sommer (1999–2002), Klaus L. Wübbenhorst (2002–2005), Hartmut Scheffler (2005–2017) und Bernd Wachter (seit 2017).

### Satzungsgemäße Ziele
Die im Einzelnen in der Satzung festgelegten Ziele und Aufgaben des ADM sind:
- Wahrung und Förderung der Wissenschaftlichkeit der Markt- und Sozialforschung
- Wahrung des Ansehens der Markt- und Sozialforschung in der Öffentlichkeit
- Förderung des Vertrauens der Öffentlichkeit in die Markt- und Sozialforschung
- Gewährleistung der Anonymität der Befragten und des Datenschutzes
- Wahrung und Durchsetzung der Berufsgrundsätze
- Schutz der Auftraggeber vor unzulänglichen Untersuchungen
- Schutz der Öffentlichkeit vor unzulänglichen Veröffentlichungen
- Bekämpfung des unlauteren Wettbewerbs
- Verbindung zu nationalen und internationalen Organisationen
- Förderung der wissenschaftlichen Grundlagenforschung
- Verbindung zu den sozialwissenschaftlichen Instituten an den Hochschulen
- Förderung des Nachwuchses
- Beratung und Vertretung der Mitglieder in Fragen der Institutspraxis
- Herausgabe von Fachliteratur
- Förderung des gegenseitigen kollegialen Verständnisses und Verhaltens
- Erstellung von Gutachten zu Fragen der Markt- und Sozialforschung
- Klärung von Meinungsverschiedenheiten in allen Bereichen der Markt- und Sozialforschung

## Standesrecht: Berufsgrundsätze und Richtlinien
Der ADM stellt Berufsgrundsätze und Richtlinien auf, die als übliche Verkehrssitte gelten und damit Bestandteil des Standesrechts der deutschen Marktforschung sind. Das Standesrecht ist unabhängig von Verbandsmitgliedschaften verpflichtend für alle, die in Deutschland Markt- und Sozialforschung durchführen oder in Auftrag geben. Es bindet auch ausländische Institute und Auftraggeber, die in Deutschland Forschungsvorhaben durchführen bzw. in Auftrag geben.
Bisher hat der ADM, gemeinsam mit anderen Verbänden, folgende Richtlinien und Qualitätsstandards herausgegeben:
- Richtlinie für die Aufzeichnung und Beobachtung von Gruppendiskussionen und qualitativen Einzelinterviews (Juni 1995)
- Richtlinie für Beobachtungen bei demoskopischen Untersuchungen (August 1995)
- Richtlinie zu Besonderheiten der pharmazeutischen Marktforschung (Februar 1996)
- Richtlinie für telefonische Befragungen (April 1996)
- Richtlinie für die Veröffentlichung von Ergebnissen der Wahlforschung (Juli 1997)
- Richtlinie zu Fragen des Umgangs mit Adreßdateien und Adressen in der Markt- und Sozialforschung (Oktober 1998)
- Standards zur Qualitätssicherung in der Markt- und Sozialforschung (Oktober 1999)
- Richtlinie für Online-Befragungen (Oktober 2000)
- Standards zur Qualitätssicherung für Online-Befragungen (Mai 2001)

Die einzelnen Richtlinien Qualitätsstandards liegen sowohl in deutscher als auch in englischer Sprache vor.

## Beschwerdestelle: Rat der Deutschen Markt- und Sozialforschung
Der ADM, die Arbeitsgemeinschaft Sozialwissenschaftlicher Institute e. V. und der Berufsverband Deutscher Markt- und Sozialforscher e. V. haben 2001 eine verbandsübergreifende Beschwerdestelle eingerichtet, der mittlerweile auch die Deutsche Gesellschaft für Online-Forschung e. V. und die ASI Arbeitsgemeinschaft Sozialwissenschaftlicher Institute e. V. angehört.
Die Aufgabe des Rates der Deutschen Markt- und Sozialforschung e. V. ist es, für die Einhaltung der Berufsgrundsätze und Standesregeln wie sie im Kodex und den Richtlinien festgeschrieben sind, sowie der Qualitätsstandards der deutschen Markt- und Sozialforschung Sorge zu tragen.
An den Rat kann sich jeder wenden, der sich als Befragter, Auftraggeber oder Wettbewerber durch ein den Berufsgrundsätzen und Standesregeln widersprechendes Verhalten eines Markt- und Sozialforschers, eines Markt- und Sozialforschungsinstituts oder einer im Bereich der Markt- und Sozialforschung tätigen betrieblichen Stelle oder sonstigen Einrichtung in seinen Rechten verletzt sieht. Zu erreichen ist der Rat der Deutschen Markt- und Sozialforschung über seine Website.